# Anna Komnena
Anna Komnena (født 1. december 1083, død 1153) var en byzantinsk prinsesse og historieskriver. Anna Komnena var Alexios I’s førstefødte, og hun blev ved fødslen erklæret arving til tronen og kronet med diadem. Allerede som spæd blev hun forlovet med den ni år ældre Konstantin Dukas, som Alexios havde givet medregentskab.
Det var sædvane i Byzans, at piger blev opdraget af sin vordende svigermor og det gjaldt også Anna. Hun skal have opholdt sig hos kejserinde Maria Dukas til hun var syv år, da forlovelsen tilsyneladende blev hævet. Det vides ikke hvorfor.
I 1087 eller 1088 kom Johannes II, Annas bror, til verden. Han blev døbt under en stor højtidelighed og blev i 1092 gjort til medkejser og anerkendt som arving til tronen.
Anna modtog en god uddannelse og studerede blandt andet litteratur, filosofi, historie og teologi. Derom vidner hendes historiske værk, Alexiaden. Det handler om Annas far, Alexios I, og indeholder flere bibelcitater og citater af klassiske græske digtere som Homer, Sofokles og Euripides.
I 1097 blev Anna gift med Nikeforos Bryennios og ægteskabet skal efter kilderne at dømme have været lykkeligt. De fik to sønner og to døtre.
I 1118 døde Alexios I efter lang tids sygdom. Anna skulle ifølge nogle kilder i samråd med sin mor, Irene Dukas, have forsøgt at overtale faderen til at overlade tronen til Bryennios og Anna i stedet for Johannes II. Det lykkedes ikke. Johannes II blev kronet som kejser kort efter Alexios’ død. Han skulle ifølge Anna have sneget sig bort fra faderens dødsleje til St. Sophia for at blive kronet af patriarken.
Ifølge historikeren Niketas Choniates skulle flere medlemmer af kejserfamilien blot et år senere have sammensvoret sig mod Johannes for at få Bryennios på tronen. Kuppet gik i vasken, da Bryennios ikke ville sætte sig i spidsen for sammensværgelsen. Niketas Choniates skrev omkring 1200, altså mindst 50 år efter Annas død. 
Anna skriver ikke om kuppet i sin Alexiade, og hun giver ingen steder udtryk for mistillid til Johannes’ ret til tronen, men lægger heller ikke skjul på sit noget anstrengte forhold til broderen. 
Efter at Anna havde intrigeret mod Johannes II, blev hun sendt i eksil på et kloster. Det skulle ifølge kilderne være oprettet af Annas mor, som sammen med Annas søster fulgte med hende til klostret.
Annas historiske værk Alexiaden påbegyndtes efter, at Anna havde mistet mange af dem, der betød mest for hende. Værket bestod af 15 bøger og med det, ønskede hun at fortælle sandheden. Det indeholder omhyggelige beskrivelser af korstog, opstillinger og slag. Derudover er Alexiaden den eneste kilde til Patzinak-krigene. Mest af alt er det et værk, der hædrer Alexios som en fantastisk hersker.
Omkring år 1148 havde Anna fuldendt Alexiaden , og derefter døde hun. Hun regnes for den første kvindelige historiker.